# Promozione Friuli-Venezia Giulia 1984-1985
Nella stagione 1984-1985 la Promozione era il sesto livello del calcio italiano (il massimo livello regionale). Qui vi sono le statistiche relative al campionato in Friuli-Venezia Giulia.
Il campionato è strutturato in vari gironi all'italiana su base regionale, gestiti dai Comitati Regionali di competenza. Promozioni alla categoria superiore e retrocessioni in quella inferiore non erano sempre omogenee; erano quantificate all'inizio del campionato dal Comitato Regionale secondo le direttive stabilite dalla Lega Nazionale Dilettanti, ma flessibili, in relazione al numero delle società retrocesse dal Campionato Interregionale e perciò, a seconda delle varie situazioni regionali, la fine del campionato poteva avere degli spareggi sia di promozione che di retrocessione.

## Squadre partecipanti
| Squadra                 | Città (provincia)            | Stagione 1983-1984                      |
| ----------------------- | ---------------------------- | --------------------------------------- |
| A.C. Cordenonese        | Cordenons (PN)               | 13º in Promozione                       |
| A.S. Cormonese          | Cormons (GO)                 | 10º in Promozione                       |
| A.S. Cussignacco        | Udine                        | 2º in Prima Categoria, gir. A. Promosso |
| G.S. Edile Adriatica    | Prosecco di Trieste          | 9º in Promozione                        |
| A.S. Fontanafredda      | Fontanafredda (PN)           | 7º in Promozione                        |
| S.A.S. Juniors          | Casarsa della Delizia (PN)   | 1º in Prima Categoria, gir. A. Promosso |
| A.C. Monfalcone         | Monfalcone (GO)              | 2º in Promozione                        |
| U.S. Orcenico Sanvitese | San Vito al Tagliamento (PN) | 8º in Promozione                        |
| U.S. Pasianese          | Pasian di Prato (UD)         | 4º in Promozione                        |
| A.C. Pieris             | Pieris (GO)                  | 1º in Prima Categoria, gir. B. Promosso |
| G.S. Portuale           | Trieste                      | 12º in Promozione                       |
| S.S. Sacilese           | Sacile (PN)                  | 3º in Promozione                        |
| A.C. Sandanielese       | San Daniele del Friuli (UD)  | 5º in Promozione                        |
| S.S. San Giovanni       | Trieste                      | 2º in Prima Categoria, gir. B. Promosso |
| SPAL Cordovado          | Cordovado (PN)               | 11º in Promozione                       |
| U.S. Tarcentina         | Tarcento (UD)                | 6º in Promozione                        |

## Classifica finale
|  | Pos. | Squadra              | Pt | G  | V  | N  | P  | GF | GS | DR  |
|  | ---- | -------------------- | -- | -- | -- | -- | -- | -- | -- | --- |
|  | 1.   | Fontanafredda        | 46 | 30 | 18 | 10 | 2  | 45 | 18 | +27 |
|  | 2.   | Cussignacco          | 43 | 30 | 17 | 9  | 4  | 51 | 21 | +30 |
|  | 3.   | Sacilese             | 41 | 30 | 15 | 11 | 4  | 37 | 16 | +21 |
|  | 4.   | Cormonese            | 34 | 30 | 11 | 12 | 7  | 21 | 17 | +4  |
|  | 5.   | Pieris               | 30 | 30 | 11 | 8  | 11 | 26 | 26 | 0   |
|  | 6.   | Monfalcone           | 30 | 30 | 9  | 12 | 9  | 29 | 30 | -1  |
|  | 7.   | Orcenico Sanvitese   | 30 | 30 | 7  | 16 | 7  | 26 | 28 | -2  |
|  | 8.   | Pasianese            | 29 | 30 | 7  | 15 | 8  | 24 | 23 | +1  |
|  | 9.   | Juniors Casarsa      | 29 | 30 | 8  | 13 | 9  | 33 | 34 | -1  |
|  | 10.  | SPAL Cordovado       | 29 | 30 | 8  | 13 | 9  | 30 | 32 | -2  |
|  | 11.  | Cordenonese          | 27 | 30 | 7  | 13 | 10 | 29 | 30 | -1  |
|  | 12.  | Portuale Trieste     | 27 | 30 | 7  | 13 | 10 | 26 | 34 | -8  |
|  | 13.  | Tarcentina           | 24 | 30 | 4  | 16 | 10 | 25 | 38 | -13 |
|  | 14.  | Edile Adriatica      | 24 | 30 | 7  | 10 | 13 | 33 | 52 | -19 |
|  | 15.  | San Giovanni Trieste | 23 | 30 | 7  | 9  | 14 | 23 | 37 | -14 |
|  | 16.  | Sandanielese         | 14 | 30 | 2  | 10 | 18 | 22 | 44 | -22 |

- Tarcentina salva grazie agli scontri diretti contro la Edile Adriatica (3-2 e 2-2)
- Altri confronti diretti fra squadre a pari punti:
  - Pieris 7 punti; Monfalcone 3; O.Sanvitese 2
  - Pasianese 5 punti; Juniors 4; SPAL 3
  - Portuale-Cordenonese 1-1 e 0-2

### Risultati
- A causa delle abbondanti precipitazioni nevose e basse temperature che hanno causato campi ghiacciati e danni alle infrastrutture sportive, non si sono potute disputare partite nel mese di gennaio (13, 20 e 27 erano in programma la 15ª, 16ª e 17ª giornata)

| andata     | 1ª giornata               | ritorno    |
| 23.09.1984 |                           | 10.02.1985 |
| 0-1        | Cordenonese - Pieris      | 0-0        |
| 1-2        | Cormonese - Cussignacco   | 0-0        |
| 1-2        | Portuale - Fontanafredda  | 2-4        |
| 1-1        | Sacilese - SPAL           | 0-0        |
| 1-1        | O.Sanvitese - Pasianese   | 0-0        |
| 2-2        | S.Giovanni - Sandanielese | 2-1        |
| 2-1        | Monfalcone - Tarcentina   | 1-1        |
| 0-0        | Juniors - Edile           | 1-3        |

| andata     | 4ª giornata               | ritorno    |
| 14.10.1984 |                           | 03.03.1985 |
| 1-1        | Cussignacco - Juniors     | 0-0        |
| 0-0        | Sandanielese - Monfalcone | 0-1        |
| 1-0        | Fontanafredda - Cormonese | 0-1        |
| 0-1        | Pieris - Sacilese         | 0-2        |
| 1-2        | Tarcentina - Portuale     | 1-3        |
| 3-0        | SPAL - S.Giovanni         | 1-0        |
| 3-1        | Edile - O.Sanvitese       | 0-2        |
| 1-1        | Pasianese - Cordenonese   | 1-2        |

| andata     | 7ª giornata               | ritorno    |
| 04.11.1984 |                           | 24.03.1985 |
| 0-1        | Cordenonese - Cussignacco | 2-3        |
| 2-0        | Cormonese - Sandanielese  | 1-0        |
| 2-1        | Portuale - SPAL           | 0-3        |
| 0-1        | Sacilese - Fontanafredda  | 0-0        |
| 0-1        | O.Sanvitese - Pieris      | 0-0        |
| 0-0        | S.Giovanni - Pasianese    | 0-1        |
| 0-0        | Monfalcone - Edile        | 0-0        |
| 2-1        | Juniors - Tarcentina      | 0-0        |

| andata     | 10ª giornata              | ritorno    |
| 25.11.1984 |                           | 28.04.1985 |
| 0-0        | Cormonese - Sacilese      | 1-1        |
| 0-0        | Sandanielese - Tarcentina | 1-3        |
| 2-0        | Fontanafredda - Pasianese | 1-0        |
| 1-1        | SPAL - Pieris             | 0-1        |
| 0-1        | Edile - Cussignacco       | 0-4        |
| 0-0        | S.Giovanni - Portuale     | 0-0        |
| 0-0        | Monfalcone - O.Sanvitese  | 2-0        |
| 2-2        | Juniors - Cordenonese     | 1-0        |

| andata     | 13ª giornata             | ritorno    |
| 16.12.1984 |                          | 19.05.1985 |
| 1-0        | Cormonese - O.Sanvitese  | 1-2        |
| 0-2        | Sandanielese - Pasianese | 1-1        |
| 0-1        | Pieris - Cussignacco     | 0-3        |
| 3-2        | Tarcentina - Edile       | 2-2        |
| 1-1        | Portuale - Cordenonese   | 0-2        |
| 1-0        | Sacilese - Monfalcone    | 3-2        |
| 0-1        | SPAL - Fontanafredda     | 0-3        |
| 2-1        | S.Giovanni - Juniors     | 1-2        |

| andata     | 2ª giornata                 | ritorno    |
| 30.09.1984 |                             | 17.02.1985 |
| 1-2        | Cussignacco - O.Sanvitese   | 0-0        |
| 1-1        | Sandanielese - Portuale     | 0-3        |
| 0-2        | Fontanafredda - Cordenonese | 1-1        |
| 2-0        | Pieris - Juniors            | 0-2        |
| 0-1        | Tarcentina - Cormonese      | 0-0        |
| 0-0        | SPAL - Monfalcone           | 1-3        |
| 1-0        | Edile - S.Giovanni          | 0-2        |
| 0-1        | Pasianese - Sacilese        | 1-1        |

| andata     | 5ª giornata                | ritorno    |
| 21.10.1984 |                            | 10.03.1985 |
| 3-0        | Cordenonese - SPAL         | 1-2        |
| 1-1        | Cormonese - Edile          | 1-0        |
| 0-0        | Portuale - Pasianese       | 0-0        |
| 2-0        | Sacilese - Tarcentina      | 1-1        |
| 1-1        | O.Sanvitese - Sandanielese | 1-0        |
| 3-1        | S.Giovanni - Cussignacco   | 0-2        |
| 1-2        | Monfalcone - Pieris        | 0-1        |
| 0-0        | Juniors - Fontanafredda    | 3-4        |

| andata     | 8ª giornata                | ritorno    |
| 11.11.1984 |                            | 14.04.1985 |
| 4-0        | Cussignacco - Portuale     | 3-0        |
| 1-0        | Sandanielese - Cordenonese | 0-0        |
| 2-0        | Fontanafredda - Monfalcone | 1-1        |
| 1-0        | Pieris - Cormonese         | 0-1        |
| 1-0        | Tarcentina - S.Giovanni    | 1-1        |
| 2-2        | SPAL - O.Sanvitese         | 0-0        |
| 0-1        | Edile - Sacilese           | 1-3        |
| 0-0        | Pasianese - Juniors        | 1-1        |

| andata     | 11ª giornata              | ritorno    |
| 02.12.1984 |                           | 05.05.1985 |
| 2-4        | Cordenonese - O.Sanvitese | 2-2        |
| 1-0        | Cormonese - S.Giovanni    | 1-1        |
| 0-0        | Tarcentina - Pieris       | 0-0        |
| 0-0        | Sacilese - Portuale       | 0-1        |
| 3-1        | SPAL - Sandanielese       | 2-1        |
| 1-1        | Edile - Fontanafredda     | 0-5        |
| 1-0        | Pasianese - Cussignacco   | 1-2        |
| 2-2        | Monfalcone - Juniors      | 3-2        |

| andata     | 14ª giornata               | ritorno    |
| 23.12.1984 |                            | 26.05.1985 |
| 1-1        | Cussignacco - Sandanielese | 3-2        |
| 0-0        | Cordenonese - Sacilese     | 1-0        |
| 1-0        | Fontanafredda - Pieris     | 2-1        |
| 0-0        | O.Sanvitese - S.Giovanni   | 1-2        |
| 0-1        | Edile - SPAL               | 2-2        |
| 0-0        | Pasianese - Tarcentina     | 0-1        |
| 0-1        | Monfalcone - Cormonese     | 1-1        |
| 1-1        | Juniors - Portuale         | 1-1        |

| andata     | 3ª giornata                | ritorno    |
| 07.10.1984 |                            | 24.02.1985 |
| 2-1        | Cordenonese - Edile        | 1-2        |
| 0-0        | Cormonese - SPAL           | 0-0        |
| 1-0        | Portuale - Pieris          | 0-2        |
| 0-0        | Sacilese - Cussignacco     | 0-2        |
| 1-1        | O.Sanvitese - Tarcentina   | 1-0        |
| 0-0        | S.Giovanni - Fontanafredda | 0-2        |
| 1-3        | Monfalcone - Pasianese     | 0-0        |
| 1-0        | Juniors - Sandanielese     | 1-1        |

| andata     | 6ª giornata                 | ritorno    |
| 28.10.1984 |                             | 17.03.1985 |
| 3-0        | Cussignacco - Monfalcone    | 0-0        |
| 1-3        | Sandanielese - Sacilese     | 0-1        |
| 1-1        | Fontanafredda - O.Sanvitese | 0-0        |
| 1-0        | Pieris - S.Giovanni         | 2-0        |
| 0-0        | Tarcentina - Cordenonese    | 2-2        |
| 2-0        | SPAL - Juniors              | 0-3        |
| 1-1        | Edile - Portuale            | 1-5        |
| 3-1        | Pasianese - Cormonese       | 0-1        |

| andata     | 9ª giornata                 | ritorno    |
| 18.11.1984 |                             | 21.04.1985 |
| 2-2        | Cussignacco - Fontanafredda | 1-2        |
| 0-2        | Cordenonese - Monfalcone    | 0-0        |
| 3-1        | Pieris - Sandanielese       | 1-1        |
| 0-0        | Tarcentina - SPAL           | 2-2        |
| 0-0        | Portuale - Cormonese        | 0-1        |
| 4-0        | Sacilese - S.Giovanni       | 4-1        |
| 1-0        | O.Sanvitese - Juniors       | 1-3        |
| 1-1        | Pasianese - Edile           | 1-2        |

| andata     | 12ª giornata               | ritorno    |
| 09.12.1984 |                            | 12.05.1985 |
| 0-0        | Cussignacco - SPAL         | 2-1        |
| 4-0        | Sandanielese - Edile       | 1-3        |
| 0-0        | Fontanafredda - Tarcentina | 4-1        |
| 0-0        | Pieris - Pasianese         | 1-2        |
| 0-1        | Portuale - Monfalcone      | 0-2        |
| 0-0        | O.Sanvitese - Sacilese     | 1-3        |
| 1-0        | S.Giovanni - Cordenonese   | 0-0        |
| 2-1        | Juniors - Cormonese        | 0-0        |

| andata     | 15ª giornata                 | ritorno    |
| 03.02.1985 |                              | 02.06.1985 |
| 1-1        | Cormonese - Cordenonese      | 0-1        |
| 0-1        | Sandanielese - Fontanafredda | 0-1        |
| 2-2        | Pieris - Edile               | 3-4        |
| 0-2        | Tarcentina - Cussignacco     | 2-6        |
| 1-1        | Portuale - O.Sanvitese       | 0-0        |
| 2-0        | Sacilese - Juniors           | 2-1        |
| 1-1        | SPAL - Pasianese             | 1-2        |
| 3-1        | S.Giovanni - Monfalcone      | 2-3        |

### Classifica marcatori
| Reti | Marcatore      | Squadra        |
| ---- | -------------- | -------------- |
| 16   | Coloricchio    | Cussignacco    |
| 12   | Della Bella    | Cordenonese    |
| 12   | Cortese        | Sacilese       |
| 12   | Francescutto   | SPAL Cordovado |
| 11   | Coslavaz       | Portuale       |
| 11   | Dan            | Sacilese       |
| 10   | Maurizio Zilli | Fontanafredda  |
| 10   | Vatta          | Fontanafredda  |

## Coppa Italia Dilettanti
| Squadra 1 | Totale          | Squadra 2                 | Andata | Ritorno |
| --- | --------------- | ------------------------- | ------ | ------- |
| PRIMO TURNO 2 e 9 settembre 1984                                                                              |                 |                           |        |         |
| Sacilese | 2 - 0           | Fontanafredda             | 1 - 0  | 1 - 0   |
| Cordenons | 1 - 2           | Orcenico Sanvitese        | 0 - 0  | 1 - 2   |
| Juniors Casarsa                                                                                               | 2 - 3           | SPAL Cordovado            | 1 - 1  | 1 - 2   |
| Tarcentina | 3 - 2           | Sandanielese              | 1 - 1  | 2 - 1   |
| Cussignacco                                                                                                   | 2 - 1           | Pasianese                 | 1 - 0  | 1 - 1   |
| Cormonese | 2 - 2 gfc       | Pieris                    | 2 - 1  | 0 - 1   |
| Monfalcone | 5 - 2           | Edile Adriatica           | 3 - 0  | 2 - 2   |
| San Giovanni Trieste                                                                                          | 2 - 1           | Portuale Trieste          | 1 - 0  | 1 - 1   |
| SECONDO TURNO 16 e 19 settembre 1984                                                                          |                 |                           |        |         |
| Sacilese | 4 - 0           | Orcenico Sanvitese        | 3 - 0  | 1 - 0   |
| SPAL Cordovado                                                                                                | 3 - 4           | Tarcentina                | 0 - 1  | 3 - 3   |
| Cussignacco                                                                                                   | 2 - 1           | Pieris                    | 0 - 1  | 2 - 0   |
| Monfalcone | 5 - 4           | San Giovanni Trieste      | 3 - 0  | 2 - 4   |
| col terzo turno le 4 squadre superstiti si incrociano con le squadre provenienti dalle altre regioni          |                 |                           |        |         |
| TERZO TURNO 1º novembre 1984 e 30 dicembre 1984                                                               |                 |                           |        |         |
| Sacilese | 3 - 2           | Tombolo (Veneto/B)        | 2 - 1  | 1 - 1   |
| Tarcentina | 2 - 2 (5-3 dcr) | Caerano (Veneto/B)        | 1 - 1  | 1 - 1   |
| Cussignacco                                                                                                   | 1 - 1 (4-3 dcr) | Liventina (Veneto/B)      | 0 - 1  | 1 - 0   |
| (Veneto/B) Fulgor Trevignano                                                                                  | 0 - 2           | Monfalcone                | 0 - 2  | 0 - 0   |
| QUARTO TURNO le date ufficiali non sono disponibili poiché il maltempo ha fatto rinviare più volte le partite |                 |                           |        |         |
| (Lombardia/C) Desenzano                                                                                       | 4 - 2           | Sacilese                  | 2 - 2  | 2 - 0   |
| (Veneto/A) Union Clodiasottomarina                                                                            | 5 - 2           | Tarcentina                | 3 - 0  | 2 - 2   |
| Cussignacco                                                                                                   | 1 - 2           | Castiglione (Lombardia/C) | 0 - 1  | 1 - 1   |
| Monfalcone | 0 - 2           | Schio (Veneto/A)          | 0 - 1  | 0 - 1   |